# 二軒茶屋駅
二軒茶屋駅（にけんちゃやえき）は、京都府京都市左京区にある叡山電鉄鞍馬線の駅。駅ナンバリングはE13。かつて鞍馬などへ行く旅人のための茶屋が2軒あったことが駅名の由来だが、1軒は昭和初期に市原へ移転したのち廃業、もう1軒も1992年（平成4年）に廃業した。

## 歴史
- 1928年（昭和3年）12月1日：鞍馬電気鉄道の駅として開業[3]。
- 1939年（昭和14年）9月：当駅 - 市原駅間が経営合理化のため単線化[3]。
- 1942年（昭和17年）8月1日：会社合併により京福電気鉄道鞍馬線の駅となる[3]。
- 1944年（昭和19年）11月10日：山端（現在の宝ケ池） - 当駅間が、戦争に伴う資材供出のため単線化[3]。上りホームを構内踏切の手前（北側）に移設[4]。
- 1986年（昭和61年）4月1日：京福電気鉄道が鞍馬線を叡山電鉄に譲渡、叡山電鉄鞍馬線の駅となる[3]。
- 1990年（平成2年）9月28日：岩倉駅 - 当駅間が再複線化[3]。上りホームを構内踏切の先（南側・下りホームの対向位置）に移設。

## 駅構造

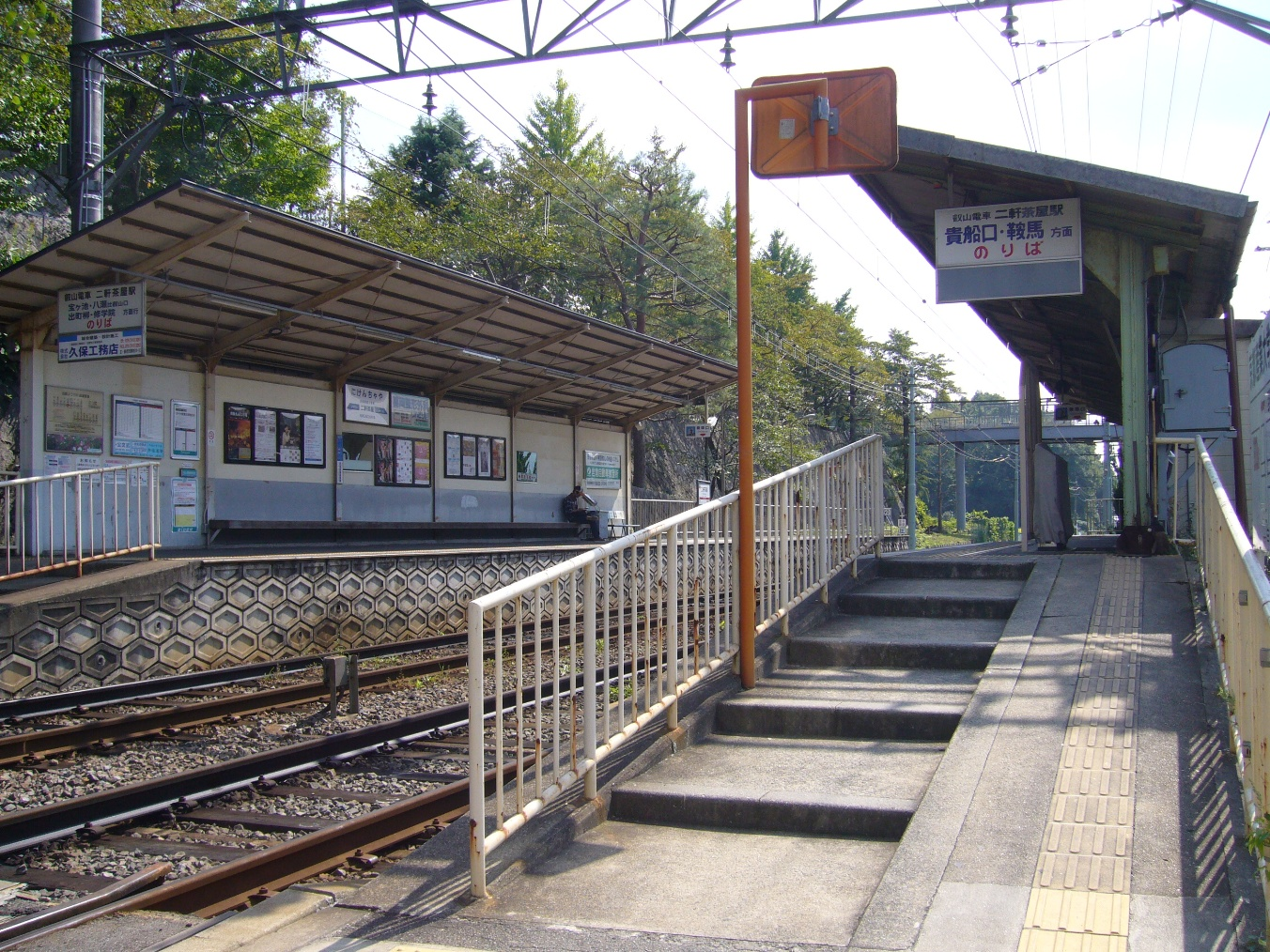
ホーム（2008年10月）

相対式ホーム2面2線を持つ無人駅。ホームの鞍馬駅側に構内踏切（第1種甲）があり、両ホームを結んでいる。出入口は踏切の鞍馬行きホーム側。鞍馬寄りに片渡り線2組があり、その先は上り線側が単線の本線、下り線側が引上線となっている。引上線は出町柳方面からの当駅折返し列車が使用している。出町柳方面ホームへは構内踏切でしか行けないため、時刻表の発車時刻より前に踏切が下がってしまい乗車できないこともある。
かつては鞍馬方面ホームにのみ自動改札機が1台設置されており、京都産業大学の休日以外の朝時間帯に稼動していた。回数券の一部は大学内8号館のファミリーマート京都産業大学店で発売している。
構内踏切からホームへは、レール面からホーム面までのゆるい階段でスロープも併設されているが、駅前道路から構内踏切までは階段のみであるため、車椅子等での利用は困難。この階段は道路側から見て左半分のみ高齢者などに配慮して段差を半分にする追加工事が行われているが、そのため1段あたりの幅が極端に狭くなっている。

### のりば
| 番線 | 路線    | 方向 | 行先               |
| ---- | ------- | ---- | ------------------ |
| 西側 | ■鞍馬線 | 下り | 貴船口・鞍馬方面   |
| 東側 | ■鞍馬線 | 上り | 宝ケ池・出町柳方面 |

※案内上ののりば番号は割り当てられていない。

## 駅周辺
京都府道40号線とは反対側の山の斜面にある。駅の南西に京都産業大学が開学して以降、周辺は山間部まで宅地造成が進行し住宅地となっている。駅裏の高台には京都産業大学の第2グラウンドがあるほか、駅前から同大学へ向かうシャトルバスが運行されているなど京都産業大学との結びつきが強い駅でもある。
- 洛北病院
- 京都産業大学 - 徒歩の場合約800メートル。
- ミニストップ京都静市店
- セブンイレブン上賀茂二軒家町店
- 京都府道40号下鴨静原大原線

### バスのりば

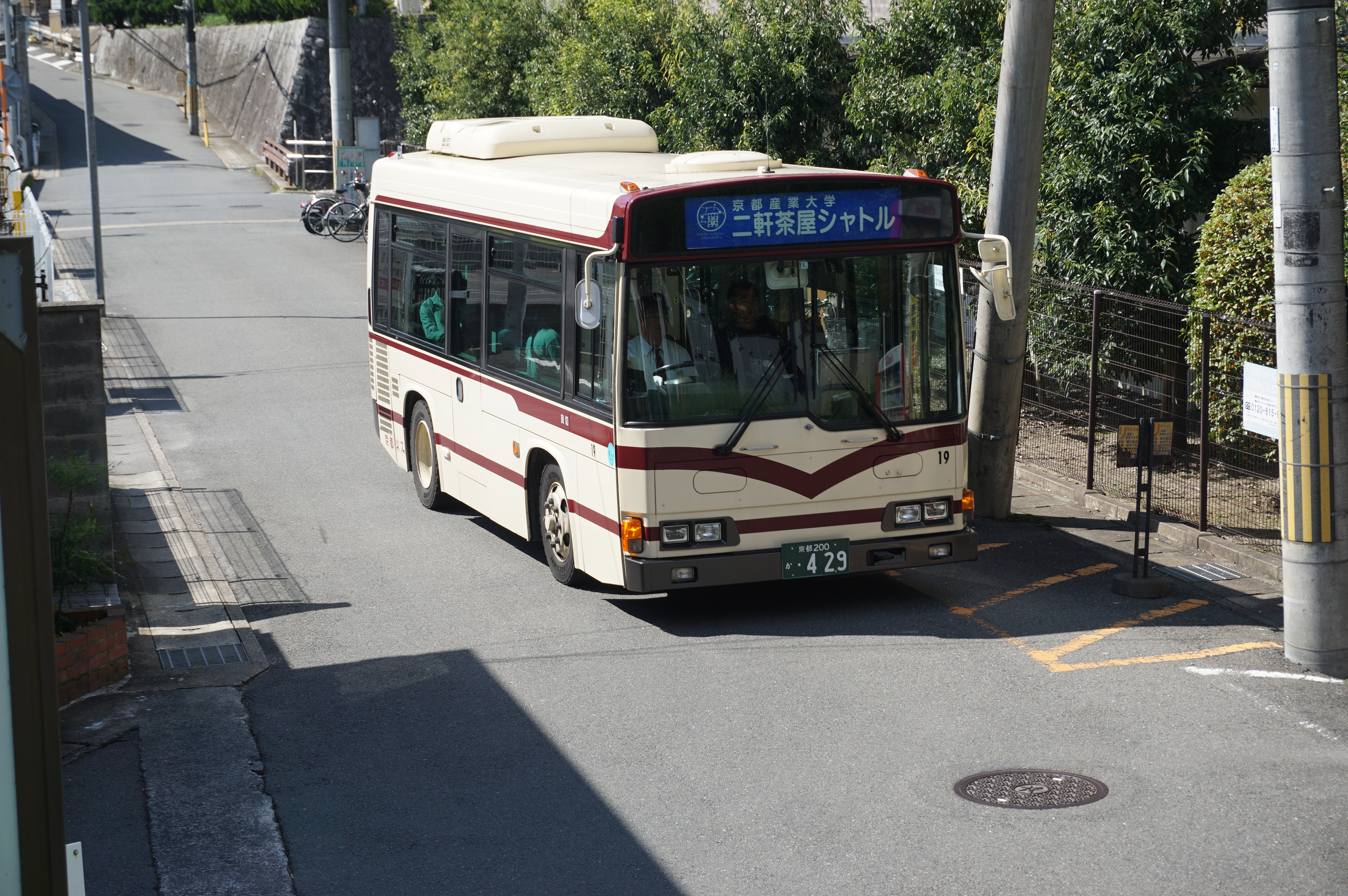
京都産業大学二軒茶屋シャトルバス（2018年10月）

京都府道40号線沿いに京都バス「二軒茶屋」停留所があり、下記の路線が経由する。また、駅前にはバス回転場があり京都産業大学へのスクールバス「二軒茶屋シャトルバス」が発着する。
北行
- 32系統：貴船口・鞍馬・花脊峠 経由 広河原行
- 34系統：市原 経由 静原・城山行
- 35・50系統：市原行
- 52系統：市原・貴船口・鞍馬経由鞍馬温泉行（一部二ノ瀬トンネル経由貴船口まで）

南行
- 32系統：上賀茂神社・堀川通・北大路堀川・北大路駅 経由 京阪出町柳駅行
- 34・35系統：上賀茂神社・堀川通・北大路堀川 経由 北大路バスターミナル（地下鉄 北大路駅）行（平日午前の一部便は京阪出町柳駅行）
- 40系統：京都産業大学 経由 地下鉄国際会館駅行
- 50・52系統：地下鉄国際会館駅行
- 国際会館駅・花園橋 経由 京阪出町柳駅行（土曜日のみ運行）

## その他
1926年（大正15年）9月6日に鞍馬へ至る鉄道路線として免許が与えられた際、その経路は現在の鞍馬線の経路と同一ではなく上京区小山上総町（現在は北区、北大路バスターミナル付近）を起点として柊野を経て当駅に至りそこから鞍馬へ向かうルート、それに上京区紫竹初音町（現在は北区）から分岐して上賀茂と松ヶ崎を経由して当駅から前述の路線に合流するルートとして計画されていた。のちに計画は変更されて山端（現在の宝ケ池駅）から当駅を経て鞍馬へ至るルートを本線とし、小山 - 当駅間および大宮（現在の北区大宮） - 山端間の支線を設けることとなったが、本線のみが敷設され支線は敷設されず免許失効となっている。

## 隣の駅
叡山電鉄
■鞍馬線
京都精華大前駅 (E12) - 二軒茶屋駅 (E13) - 市原駅 (E14)
- 括弧内は駅番号を示す。